# تشارلز-إدوارد فيرلاند
تشارلز-إدوارد فيرلاند هو محامي وقاضي وسياسي كندي، ولد في 2 مارس 1892 في Sainte-Élisabeth, Quebec ‏ في كندا، وتوفي في 8 يناير 1974. نشط حزبياً في الحزب الليبرالي الكندي. وقد انتخب عضو مجلس الشيوخ الكندي ‏ وانتخب عضو مجلس العموم الكندي.